# Лукино (Судиславское сельское поселение)
Лукино — деревня в Судиславском сельском поселении Судиславского района Костромской области России.

## География
Деревня расположена между автодорогой Кострома — Верхнеспасское Р98 и железнодорожной веткой Кострома — Галич.

## История
Согласно Спискам населенных мест Российской империи в 1872 году деревня относилась к 1 стану Костромского уезда Костромской губернии. В ней числилось 20 дворов, проживало 28 мужчин и 40 женщин.
Согласно переписи населения 1897 года в деревне проживало 107 человек (54 мужчины и 53 женщины).
Согласно Списку населенных мест Костромской губернии в 1907 году деревня относилась к Белореченской волости Костромского уезда Костромской губернии. По сведениям волостного правления за 1907 год в ней числилось 23 крестьянских двора и 136 жителей. Основным занятием жителей деревни, помимо земледелия, был плотницкий промысел.
До муниципальной реформы 2010 года деревня также входила в состав Судиславского сельского поселения Судиславского района.

## Население
Численность населения населённого пункта менялась по годам:
| Население по годам  |      |      |      |      |      |
| Год                 | 1877 | 1897 | 1907 | 2008 | 2014 |
| Жителей             | 68   | 107  | 136  | 11   | 8    |
| Крестьянских дворов | 20   | —    | 23   | —    | —    |

| 2008 | 2010 | 2014 |
| ---- | ---- | ---- |
| 10   | ↘5   | ↗11  |